# Etemenanki

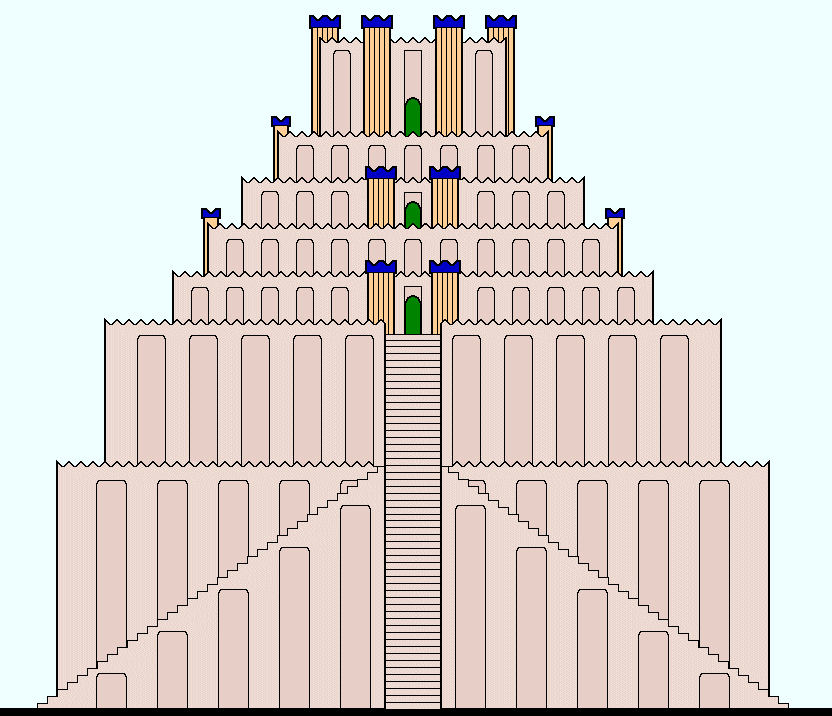
Ricostruzione dell'Etemenanki

L'Etemenanki (in sumerico 𒂍𒋼𒀭𒆠 É-temen-an-ki, ossia "casa delle fondamenta del cielo e della terra" o anche "pietra angolare del cielo e della terra”) era la principale ziqqurat della città di Babilonia, nell'antica Mesopotamia (oggi Iraq). Insieme alla vicina Esagila, poco più a sud della ziqqurat, costituiva il centro religioso principale della città e di tutta l'area circostante.
Le sue dimensioni nonché il suo continuo riassetto ispirarono probabilmente negli Ebrei della cosiddetta cattività babilonese l'immagine biblica della Torre di Babele.

## Edificio

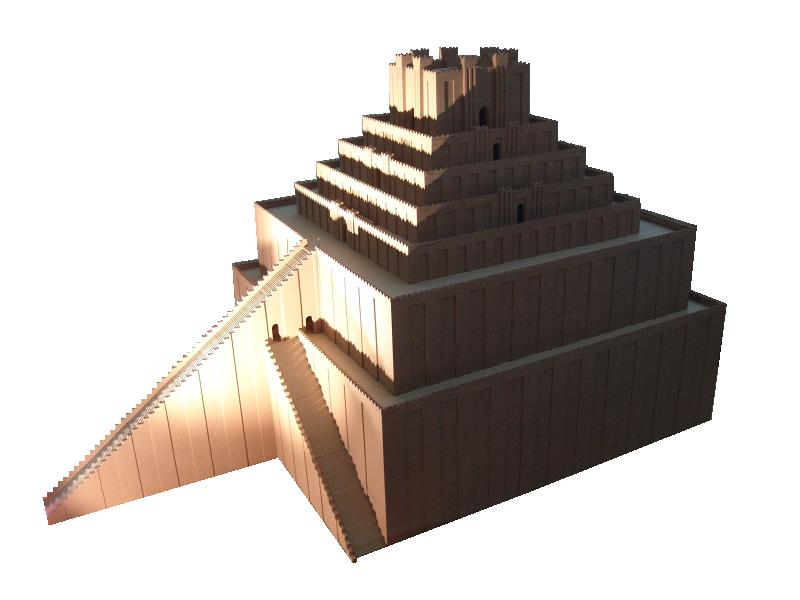
Ricostruzione della Ziggurat a Berlino

La struttura era costituita da mattoni cotti smaltati, e dunque colorati: a causa dell'alto valore della sua copertura, subì innumerevoli saccheggi. L'attuale ricostruzione si basa sulla descrizione riportata dal greco Erodoto (Storie I, 181) intorno al 460 a.C., e da ciò che viene tramandato dalla tavola dell'Esagila. Secondo questi testi l'Etemenanki aveva una pianta di forma quadrata, la cui misura dei lati (di 91,5 metri) corrispondeva probabilmente alla stessa altezza; sulla sommità della torre si trovava il santuario del dio Marduk, anche se all'interno vi erano le statue di altre divinità. Sempre nell'edificio centrale era conservato anche il letto delle nozze sacre, di due metri di lato per poco più del doppio. La sua altezza complessiva era di circa novanta metri, costituita da sette gradoni con altezza decrescente; secondo Erodoto vi era anche una rampa elicoidale per l'accesso, ma le testimonianze archeologiche mostrano che in realtà vi si doveva trovare una rampa perpendicolare, probabilmente come nella ziqqurat di Ur.

## Storia

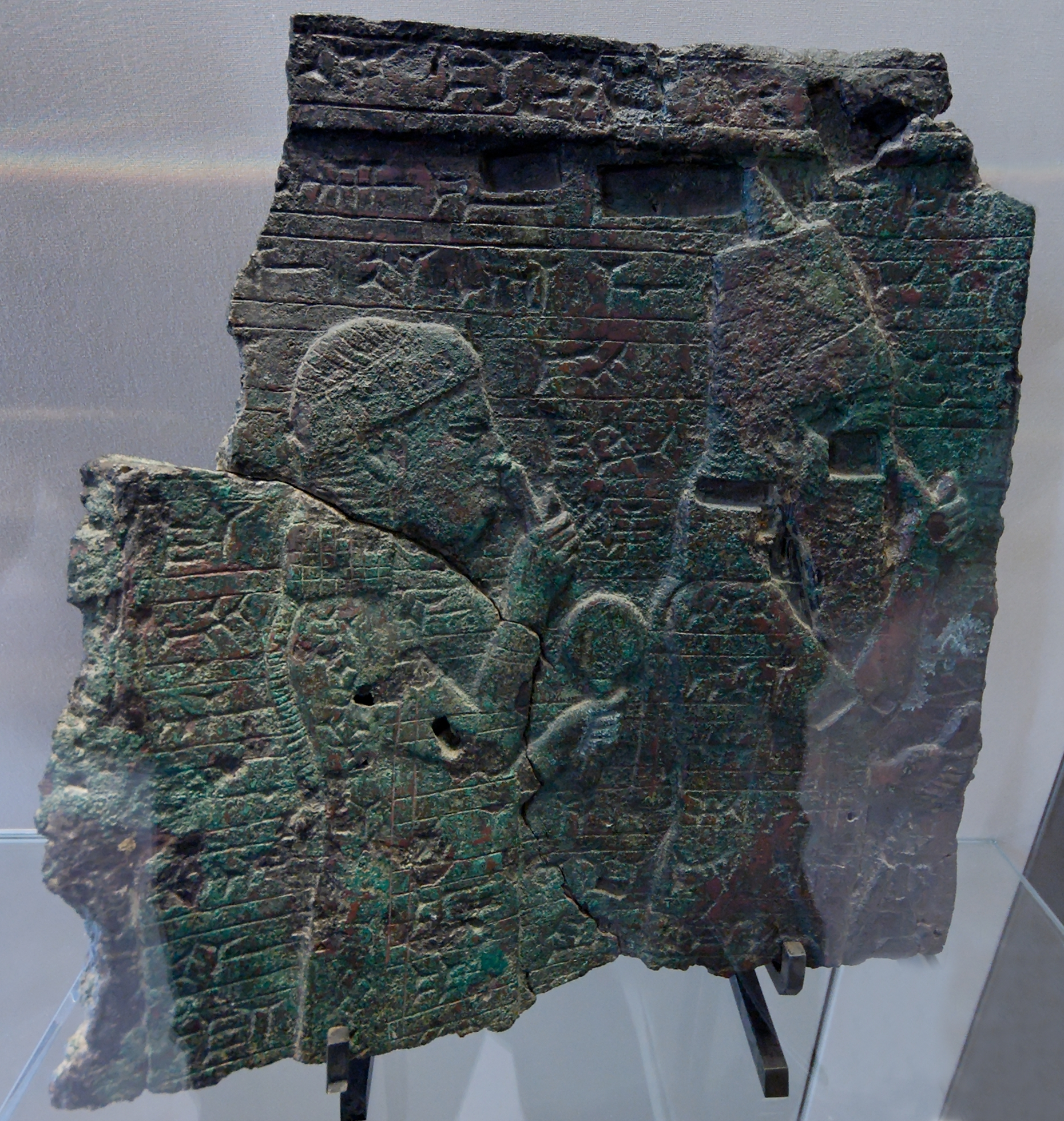
Esarhaddon e la madre per il restauro di Babilonia, bronzo (Parigi, Louvre)

Secondo alcuni testi sarebbe stato il celebre Hammurabi a costruire inizialmente l'edificio nel II millennio a.C., e secoli dopo l'assiro Sennacherib nel 689 a.C. l'avrebbe raso al suolo, nell'intento di distruggere definitivamente Babilonia e i suoi monumenti. Suo figlio Esarhaddon ristrutturò l'edificio, come anche il suo successore Assurbanipal, e poi i re caldei Nabopolassar e il figlio di questi, Nabucodonosor II.

## Bibliografia

Vecchia ricostruzione dell'edificio